# Отворен код
Отворен код (или акцентовано кôд) описује праксу у производњи и развоју софтвера која промовише приступ изворном коду крајњих производа. Неки га сматрају као филозофију, а неки као прагматичку методологију. Пре него што је отворен код постао широко заступљен, аутори и творци су користили различите фразе како би описали концепт; термин отворен код је стекао популарност појавом Интернета и омогућавањем његових различитих модела производње, путева комуникације и интерактивних заједница. Затим, софтвер отвореног кода постаје најчувеније лице отвореног кода.
Модел отвореног кода дозвољава истовремено коришћење различитих агенди (дневних редова) и приступа у производњи, за разлику од централизованијих модела развоја као они што су типично у употреби од стране комерцијалних компанија. Кад се примени на културу, дефинише културу у којој су тврђења генерално доступна. Учесници у таквој култури имају могућност да модификују ове производе и поновно их дистрибуишу назад у заједницу.

## Историја
Назив отворен код је проистекао из стратешке акције одржане у Пало Алту као одговор на Нетскејпово обавештење за објављивање изворног кода Навигатора, јануара 1998. године. Кристина Петерсон била је у овој групи појединаца и предложила је „отворен код“, а заслужни појединци су и Тод Андерсон, Лари Августин, Џон Хал, Сем Окман и Ерик. С. Рејмонд. Они су искористили прилику пре објављивања изворног кода Навигатора да ослободе себе од идеолошког и сукобљавајућег значења појма бесплатан софтвер. Нетскејп их је послушао, објавио и лиценцирао свој код као отворен код под називом Мозила.